# Исландия на зимних Олимпийских играх 2018
Исландия на зимних Олимпийских играх 2018 года была представлена 5 спортсменами в двух дисциплинах лыжного спорта. На церемонии открытия Игр право нести национальный флаг было доверено горнолыжнице Фрейдис Хадле Эйнарсдоуттир, а на церемонии закрытия флаг нёс лыжник Снорри Эйнарссон. По итогам соревнований сборная Исландии, принимавшая участие в своих восемнадцатых зимних Олимпийских играх, вновь осталась без медалей.

## Состав сборной
В заявку сборной Исландии для участия в Играх 2018 года вошли 5 спортсменов (3 мужчины и 2 женщины), которые выступили в 2 олимпийских дисциплинах. Главой делегации на Играх был Андри Стефанссон.
 Горнолыжный спорт
1. Стурла Снайр Сноррасон
2. Фрейдис Хадла Эйнарсдоуттир

 Лыжные гонки
1. Исак Стиансон Педерсен
2. Снорри Эйнарссон
3. Эльса Гудрун Йоунсдоуттир

## Результаты соревнований

### Лыжные виды спорта

#### Горнолыжный спорт
Квалификация спортсменов для участия в Олимпийских играх осуществлялась на основании специального квалификационного рейтинга FIS по состоянию на 21 января 2018 года. При этом НОК для участия в Олимпийских играх мог выбрать только того спортсмена, который вошёл в топ-500 олимпийского рейтинга в своей дисциплине, и при этом имел определённое количество очков, согласно квалификационной таблице. Страны, не имеющие участников в числе 500 сильнейших спортсменов, могли претендовать только на квоты категории «B» в технических дисциплинах. По итогам квалификационного отбора сборная Исландии завоевала 2 олимпийские лицензии категории «A».
Мужчины
| Соревнование      | Спортсмены             | Скоростной спуск/ 1 спуск | Скоростной спуск/ 1 спуск | Слалом/ 2 спуск      | Слалом/ 2 спуск      | Всего                | Место                | Отставание           |
| Соревнование      | Спортсмены             | Время                     | Место                     | Время                | Место                | Всего                | Место                | Отставание           |
| ----------------- | ---------------------- | ------------------------- | ------------------------- | -------------------- | -------------------- | -------------------- | -------------------- | -------------------- |
| слалом            | Стурла Снайр Сноррасон | DNS                       | DNS                       | завершил выступление | завершил выступление | завершил выступление | завершил выступление | завершил выступление |
| гигантский слалом | Стурла Снайр Сноррасон | DNF                       | DNF                       | завершил выступление | завершил выступление | завершил выступление | завершил выступление | завершил выступление |

Женщины
| Соревнование      | Спортсмены                  | Скоростной спуск/ 1 спуск | Скоростной спуск/ 1 спуск | Слалом/ 2 спуск | Слалом/ 2 спуск | Всего   | Место | Отставание |
| Соревнование      | Спортсмены                  | Время                     | Место                     | Время           | Место           | Всего   | Место | Отставание |
| ----------------- | --------------------------- | ------------------------- | ------------------------- | --------------- | --------------- | ------- | ----- | ---------- |
| слалом            | Фрейдис Хадла Эйнарсдоуттир | 56,49                     | 46                        | 56,66           | 42              | 1:53,15 | 41    | +14,52     |
| гигантский слалом | Фрейдис Хадла Эйнарсдоуттир | 1:20,02                   | 51                        | DNF             | DNF             | —       | —     | —          |

#### Лыжные гонки
Квалификация спортсменов для участия в Олимпийских играх осуществлялась на основании специального квалификационного рейтинга FIS по состоянию на 21 января 2018 года. Для получения олимпийской лицензии категории «A» спортсменам необходимо было набрать максимум 100 очков в дистанционном рейтинге FIS. При этом каждый НОК может заявить на Игры 1 мужчину и 1 женщины, если они выполнили квалификационный критерий «B», по которому они смогут принять участие в спринте и гонках на 10 км для женщин или 15 км для мужчин. По итогам квалификационного отбора сборная Исландии, благодаря успешному выступлению экс-норвежца Снорри Эйнарссона, завоевала одну олимпийскую лицензию категории «A» и две категории «B».
Мужчины
Дистанционные гонки
| Соревнование              | Спортсмены       | Результат | Место | Отставание |
| ------------------------- | ---------------- | --------- | ----- | ---------- |
| 15 км свободным стилем    | Снорри Эйнарссон | 37:05,6   | 56    | +3:21,7    |
| скиатлон 15+15 км         | Снорри Эйнарссон | 1:23:33,9 | 56    | +7:13,9    |
| 50 км классическим стилем | Снорри Эйнарссон | DNF       | —     | —          |

Спринт
| Соревнование | Спортсмены             | Квалификация | Квалификация | Четвертьфинал        | Четвертьфинал        | Четвертьфинал        | Полуфинал            | Полуфинал            | Полуфинал            | Финал                | Финал                | Итоговое место |
| Соревнование | Спортсмены             | Результат    | Место        | Заезд                | Результат            | Место                | Заезд                | Результат            | Место                | Результат            | Место                | Итоговое место |
| ------------ | ---------------------- | ------------ | ------------ | -------------------- | -------------------- | -------------------- | -------------------- | -------------------- | -------------------- | -------------------- | -------------------- | -------------- |
| спринт       | Исак Стиансон Педерсен | 3:24,57      | 55           | завершил выступление | завершил выступление | завершил выступление | завершил выступление | завершил выступление | завершил выступление | завершил выступление | завершил выступление | 55             |

Женщины
Дистанционные гонки
| Соревнование           | Спортсмены                | Результат | Место | Отставание |
| ---------------------- | ------------------------- | --------- | ----- | ---------- |
| 10 км свободным стилем | Эльса Гудрун Йоунсдоуттир | 31:12,8   | 78    | +6:12,3    |